# Adnan Erkan
Adnan Erkan (Denizli, 15 de janeiro de 1968) é um ex-futebolista turco que atuava como goleiro.

## Carreira
Atuou toda a carreira em times da Turquia, com destaque para Ankaragücü e Denizlispor Kulübü

## Seleção
Erkan integrou a Seleção Turca de Futebol na Eurocopa de 1996.